# Смородина чёрная 'Агролесовская'
Агролевская — сорт чёрной смородины, полученный на Новосибирской зональной плодово-ягодной опытной станции. Включена в 1995 году в Госреестр сортов.

## Происхождение
Сорт выведен селекционерами А. И. Дегтярёвой, А. А. Потапенко, А. А. Христо на Новосибирской зональной плодово-ягодной опытной станции путём скрещивания сортов 'Дружная' и 'Алтайская десертная' и был включён в Госреестр сортов по Западно-Сибирскому и Восточно-Сибирскому регионам в 1995 году.

## Характеристика
Сорт самоплодный, куст слабораскидистый, слаборослый, с толстыми и прямыми побегами. Плодовая кисть средних размеров, с извилистой и толстой осью. Лист большой, морщинистый, тёмно-зелёный, трехлопастный с небольшими вырезами и тупой верхушкой лопастей.
Цветки бледно-окрашенные, крупного размера.
Ягоды чёрные, кисло-сладкие, весом 1,3-2,5 г.
Химический состав: сахара — 11,3%, катехины — 360,0 мг/100 г, антоцианы — 414,0 мг/100 г, титруемая кислотность — 2,6%, аскорбиновая кислота — 125,5 мг/100 г.
Достоинства: сорт зимостойкий, обладает полевой устойчивостью, а также высокой устойчивостью к мучнистой росе.
Недостатки: неустойчивость к почковому клещу.

## Урожайность
Примерная урожайность — 5,6 т/га, с 1989 по 1994 год достигла 48,0 ц/га.